# 技术警报列表
技术警报列表（Technology Alert List, TAL）是美国联邦政府针对关键领域制定的清单，旨在限制货物、技术和敏感信息的转移，目的是防止大规模杀伤性武器的扩散和防止美国拥有的技术被转让。 该清单作为领事官员对签证申请审查的指导文件，相关的签证涉及研究生学习、教学、开展研究、参加交流项目、接受培训，以及就业等活动。   

## 历史
TAL 于 2000 年 11 月由美国国务院首次引入， 2002 年 8 月由于9 月 11 日袭击事件引发的安全担忧进行了更新。 
美国国务院负责签证服务的副助理国务卿Janice L. Jacobs于2003年3 月26日在美国众议院科学委员会，以及2003年6月4日在众议院小企业委员会阐述了 TAL 以及安全咨询意见（根据Visas Mantis 计划）的相关使用.  美国国务院公共和外交联络签证服务办公室主任Edward Ramotowski 在 2003 年 10 月 16 日向国家科学委员会发表的讲话中也对此进行了阐述。
美国国务院和广播理事会监察长办公室于 2004 年 4 月发布的报告《对公司和大学雇用的外国人的出口管制审查》涵盖了 TAL 和几个相关主题。

## 敏感学科列表
截至2002年8月，关键领域（也称为敏感学科）列表有以下十五项： 
1.常规弹药
2.核技术
3.火箭系统
4.火箭系统和无人机（UAV）子系统
5.可用于火箭系统和无人机（UAV）的导航、航空电子设备和飞行控制
6.化学、生物技术和生物医学工程
7. 遥感、成像和侦察
8.先进计算机/微电子技术
9.材料技术
10.信息安全
11.激光和定向能系统技术
12.传感器和传感器技术
13.海洋技术
14.机器人
15.城市规划（这是一个特殊项目，可能不属于 INA 第 212 条的管辖范围）

## 该列表在签证申请审查中的应用

### 领事官员审核
在签证申请的审查中，若申请人将从事的活动与 TAL 中列出的15个敏感主题中的任何一个相关，领事官员必须首先根据以下有关技术转让的泛政策目标审查该活动：   
- 阻止大规模杀伤性武器和导弹运载系统的扩散。
- 限制世界某些地区破坏稳定的常规军事能力的发展。
- 防止武器和敏感的双重用途物品（军用、民用两用的货物、软件、技术等）向恐怖主义国家的转移。
- 保持美国在某些军事关键技术上的优势。

其次，如果申请人来自美国国务院指定为支持恐怖主义的国家之一的任何国家（截至 2021 年 4 月，该名单包括叙利亚、伊朗、朝鲜和古巴），领事官员必须假设任何会接触到以上15 种敏感技术的赴美活动都将与政策目标相冲突，并根据 Visas Mantis 计划寻求安全咨询意见。  
第三，领事官员可以将任何有嫌疑需要进一步跨部门审查的案件发送至华盛顿以寻求安全咨询意见。  除了支持恐怖主义的国家之外，如果签证申请人来自其他某些国家（拥有一定核能力并被视为“不扩散出口国家”的国家：中国，印度、以色列、巴基斯坦和俄罗斯）且赴美活动涉及任何敏感科技，该签证申请人也往往会受到更严格的审查。